# Virgen del Rosario con el Niño
La Virgen del Rosario con el Niño es una pintura al óleo sobre lienzo realizada por el pintor sevillano Bartolomé Esteban Murillo entre los años 1650 y 1655. Se encuentra en la colección permanente del Museo del Prado (Madrid) expuesta en la sala XVI y está inventariada con el núm. P00975. Anteriormente estuvo en el Monasterio de El Escorial y en el Palacio Real de Madrid.

## Antecedentes
Sevilla en el siglo XVII estaba inmersa en la más brillante época de su escuela pictórica. Los grandes pintores Zurbaran y Alonso Cano efectuaron parte de su obra en esa ciudad y Murillo prácticamente no se movió de allí. Tras pasar diversas etapas en su pintura desde el tenebrismo, en sus obras de madurez, se nota la influencia sobre todo de la pintura italiana y flamenca, –entre cuyos pintores más afines destacan Rafael Sanzio y Van Dick– donde muestra una pincelada suelta con toques de luces casi impresionistas, que dejan sus obras con una atmósfera «vaporosa» y colorido cálido.
Murillo fue un pintor eminentemente religioso en sus obras y por su ideología personal, así lo ya lo confirmó Vicente Carducho en sus Diálogos de la Pintura de 1633, en los que refiere que «Murillo representó los temas religiosos con propiedad y conveniencia». Estuvo comprometido y entregado al servicio de la Contrarreforma católica, realizando la mayoría de sus obras para su exposición en lugares públicos, especialmente iglesias y monasterios, sus personajes mostraban la ternura y afectividad con un estilo sencillo y sin dramatismo, lo que hizo que, en su propia época, el artista fuera entendido y el pueblo en general recibiera el mensaje de su pintura cercana y llena de ternura, sobre todo en sus personajes religiosos donde el pueblo buscaba confianza y amparo. Fueron sus principales clientes numerosas instituciones eclesiásticas que pusieron sus obras como ejemplo del movimiento contrareformista y los comerciantes enriquecidos para su devoción particular.

## Tema
Santo Domingo de Guzmán afirmó que la Virgen María se le apareció a principios del siglo XIII cerca de Albi (Francia) y le hizo entrega de un  rosario pidiéndole que lo rezara y lo predicara entre los hombres. El santo se lo enseñó a los soldados liderados por su amigo Simón IV de Montfort antes de la Batalla de Muret, cuya victoria se atribuyó a la Virgen. Por ello, Montfort erigió la primera capilla dedicada a esta advocación en la iglesia de Saint Jacques de Muret.
En 1571 Pío V instauró su fecha el 7 de octubre, aniversario de la victoria en la Batalla de Lepanto, donde las fuerzas cristianas derrotaron a los turcos que invadían Europa (atribuida a la Virgen), denominándola Nuestra Señora de las Victorias. Su sucesor, Gregorio XIII, cambió el nombre de su festividad al de «Nuestra Señora del Rosario».
A partir del Concilio de Trento, la Contrarreforma católica promocionó una gran ola de misticismo y meditación así como el rezo personal, en particular del rosario. Con ello se acrecentó la devoción y el culto a la Virgen del Rosario y por lo tanto la demanda de representaciones en imágenes escultóricas y pictóricas, aunque España junto con Italia fue uno de los países que más demanda hubo, se sabe que el mismo fenómeno se extendió por otros países europeos, un ejemplo es el que para combatir la plaga de la peste se pidió a Van Dick que «realizara una pintura de la Virgen del Rosario».
Murillo realizó una de sus primeras versiones de este tema para los Padres Dominicos del derrocado convento de Santo Tomás de Sevilla, la llamada Virgen entregando el rosario a Santo Domingo datada entre 1638-1640 y conservada en el Palacio Arzobispal de Sevilla. Se tienen catalogadas varias obras tituladas «Virgen del Rosario», unas atribuidas a sus manos y otras a su taller, pero versiones semejantes a la que se exhibe en el Museo del Prado hay otras tres:
- la del Museo del Louvre depositada y expuesta en el Museo Goya de Castres;
- la que alberga el Palazzo Pitti de Florencia;
- la de la colección de los Marqueses de Astorga, Duques de Maqueda en Madrid, muy semejante a la de Texas, pero de mayor            tamaño. A esta obra se ha referido Ponz y Angulo Iñiguez.
- la de Texas, Virgen del Rosario con Niño Jesus obra que perteneció  al Convento del Carmen de Sevilla y que, después de diversas ventas, había desaparecido, hasta que hace poco se ha vuelto a encontrar.[10]

## Descripción

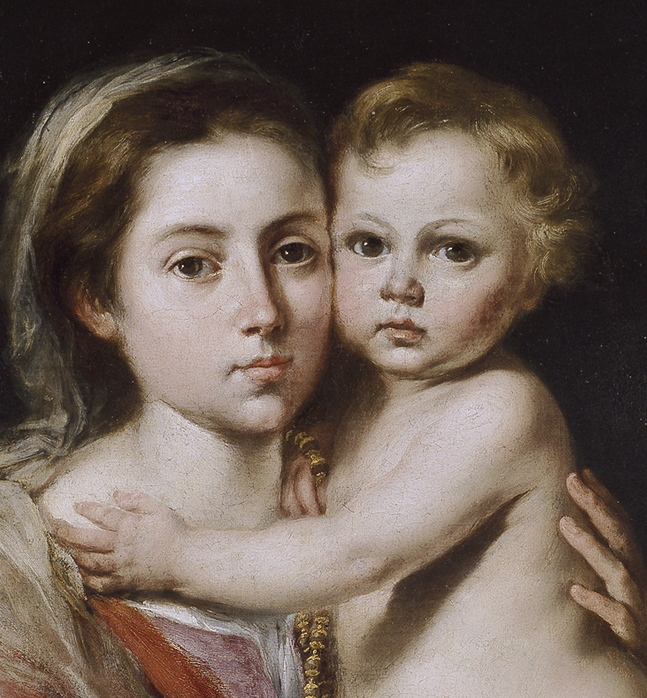
Detalle de los rostros de la obra Virgen del Rosario con el Niño.

La obra presenta como únicos protagonistas a María y su hijo Jesús, formando ambos una composición piramidal de aspecto sólida y monumental. María representada, de cuerpo entero, casi como una adolescente se encuentra en posición sentada sobre un banco de piedra con el Niño en sus brazos en pie y apoyado sobre la rodilla izquierda de su madre, un rosario es sostenido por las manos derechas de ambos. La colocación de los personajes en esta forma, propicia el encuentro de las dos caras, madre e hijo, a la misma altura rozándose suavemente sus mejillas, esta imagen da muestra de una gran dulzura y ternura entre ambos. A diferencia de otras iconografías del mismo tipo pintadas por Velázquez o Alonso Cano, donde los personajes tienen los ojos bajos o las miradas se cruzan entre ambos, Murillo presenta tanto a la madre como al hijo con la mirada al frente dirigida al espectador. El niño se encuentra desnudo, cubierto levemente con un paño blanco que sujeta su madre. María está vestida con unos ropajes en rojo y azul de abundantes pliegues y un ligero velo cubre su pelo rodeando su escote hasta caer sobre su cadera. Las vestiduras presentan abundantes pliegues realizadas con unas pinceladas sueltas con toques de luces colocadas en todo el ropaje que sugieren unas calidades influenciadas de la pintura flamenca y genovesa de la época. Todo el conjunto se encuentra sobre un fondo neutro y obscuro que resalta el gran efecto de volumen de la obra.